# (90892) Betlémská kaple
(90892) Betlémská kaple, désignation internationale (90892) Betlemska kaple, est un astéroïde de la ceinture principale.

## Description
(90892) Betlemska kaple est un astéroïde de la ceinture principale. Il fut découvert le 16 janvier 1997 à l'Observatoire Kleť par Miloš Tichý. Il présente une orbite caractérisée par un demi-grand axe de 2,81 UA, une excentricité de 0,03 et une inclinaison de 3,8° par rapport à l'écliptique.

## Compléments